# Número de Wolf
O número de Wolf (também conhecido como número internacional de mancha solar, número relativo de mancha solar ou número de Zurique) é um valor que indica o número de manchas solares e grupos de manchas solares presentes na superfície do Sol.

## História
A ideia de calcular o número de manchas solares se origina em Rudolf Wolf, em 1848, em Zurique, Suíça, portanto o procedimento que ele iniciou leva o seu nome, ou o lugar onde estava. A combinação de manchas solares e de seus grupos é utilizada porque compensa variações na observação de pequenas manchas.
Este número tem sido coletado e tabulado por mais de 150 anos. Eles indicaram que a atividade de manchas solares é cíclica e atinge seu máximo aproximadamente a cada 9,5 a 11 anos. Este ciclo foi pela primeira vez percebido por Samuel Heinrich Schwabe em 1843.
Devido ao clima e à indisponibilidade de pesquisadores, “a” contagem de manchas solares é na verdade uma média das observações por múltiplas pessoas, em múltiplas locações e com equipamentos distintos, com um fator de correção k atribuído a cada observador, para compensar as diferentes habilidades em resolver pequenas manchas solares e a subjetiva divisão em grupos de manchas.
O número relativo de manchas solares {\displaystyle R} é calculado usando-se a fórmula (coletado como um índice diário de atividade de manchas solares):
{\displaystyle R=k(10g+s)\,}
Onde
•	{\displaystyle s} é o número de manchas individuais,
•	{\displaystyle g} é o número de grupos de manchas solares e

•	{\displaystyle k} é um fator que varia com a locação e a instrumentação (também conhecido como fator de observatório ou coeficiente pessoal de redução {\displaystyle K}).

## Revisão
Em 1º de julho de 2015, foi disponibilizada uma lista revisada e atualizada de números de manchas solares. A maior diferença é um aumento geral por um fator de 1,6 para a série completa. Tradicionalmente, um peso de 0,6 era aplicado a todas as contagens de manchas solares depois de 1893, para compensar o melhor equipamento de Alfred Wolfer, depois de assumir o trabalho de Wolf. Este peso foi retirado da série revisada, deixando a contagem moderna mais próxima dos seus valores originais. Além disso, as contagens foram levemente reduzidas depois de 1947, para compensar a tendência de um novo método de contagem adotado naquele ano, segundo o qual as manchas solares recebem pesos de acordo com o seu tamanho.
Entretanto, existem séries alternativas de números de manchas (grupos), sugerindo comportamento diferente da atividade das manchas solares antes do século XX. Portanto, a variabilidade solar antes do século XX permanece bastante incerta.